# De Grote Onbekende (televisieserie)
De Club van Sinterklaas: De Grote Onbekende is het negende seizoen van De Club van Sinterklaas. Dit seizoen bestond uit 25 afleveringen, die werden uitgezonden tussen 3 november en 5 december 2008. Is het vervolg op De Club van Sinterklaas & De Speelgoeddief, en wordt vervolgt door De Club van Sinterklaas & De Jacht Op het Kasteel.

## Verhaal
Er zijn drie nieuwe Pieten bij de Club: Kluspiet, PJ en Danspiet. Op een dag krijgt Sinterklaas een brief van Hare Majesteit de Koningin Beatrix. Hoge Hoogte Piet en Testpiet onderscheppen de brief voor hij bij de Sint terechtkomt. De koningin schrijft dat ze niet wil dat Sinterklaas en zijn Pieten nog naar Nederland komen omdat de kinderen al veel te veel verwend zijn. Wat de Pieten echter niet weten is dat deze brief helemaal niet van de koningin is maar van professor Kluts die een gloeiende hekel aan kinderen heeft.
Profpiet en Hulppiet besluiten met de koningin te gaan praten, en daarbij krijgen ze hulp van de strenge mevrouw Korporaal. Maar zij heeft het al gauw gezien bij de Pieten en neemt snel de benen. Profpiet en Hulppiet moeten er veel moeite voor doen om bij de koningin terecht te komen, maar het lukt! Koningin Beatrix vertelt dat die brief niet van haar is, en dat Sinterklaas meer dan welkom is. Maar Kluts (De Grote Onbekende) geeft niet op... Er gebeuren allemaal vreemde dingen in het kasteel. Muziekpiet wordt er bang van en besluit terug naar Spanje te gaan. Hulppiet verdwijnt, en wordt gevangen gehouden door professor Kluts. Kan hij nog ontsnappen aan de Grote Onbekende?

## Rolverdeling
- Sinterklaas - Fred Butter
- PJ - Bart Rijnink
- Danspiet - Lieke Pijnappels
- Testpiet - Beryl van Praag
- Hoge Hoogte Piet - Tim de Zwart
- Hulppiet - Titus Boonstra
- Hokuspokuspiet - Hugo Konings
- Profpiet - Piet van der Pas
- Muziekpiet - Wim Schluter
- Kluspiet - Michiel Nooter
- Professor Kluts - Freerk Bos
- Mevrouw Korporaal - Dela Maria Vaags

## Liedjes
Ook dit seizoen een zelfstandige videoclip van de titelsong die alleen te zien is buiten de afleveringen, namelijk tijdens reclameblokken op zender Jetix en clipzenders en-programma's als TMF. De tuinen van het kasteel van Sinterklaas en een ruimte van het kasteel zelf zijn opnamelocaties en Pietendanseressen sieren het filmpje weer met dansmaneuvres. Voor het eerst doet naast de titelsongvertolker ook de Club zelf interactief mee in de videoclip. Het liedje is uitgebracht op single, cd-album De Liedjes van De Club van Sinterklaas: De Hits van 2008 en heruitgebracht op compilatiealbum Het Beste van De Club van Sinterklaas.

### Titelsong
De grote onbekende is een single uit 2008 van PJ en Danspiet, personages uit de Jetix-serie De Club van Sinterklaas, vertolkt door Bart Rijnink en Lieke Pijnappels.
In het liedje, dat tevens de beginmelodie van het gelijknamige televisieseizoen is, wordt de verhaallijn van seizoen negen (2008) verteld. In de coupletten wordt de algemene opzet van het seizoen verteld: de voorbereidingen van het feest ter viering van de verjaardag van Sinterklaas dreigt weer eens in de soep te lopen. In het refrein komt naar voren dat het een persoon is die het gebeuren wil verpesten, en deze staat vooralsnog bekend als 'de Grote Onbekende'. De liedtekst kent meer rijm dan gewoonlijk, met soms tot wel drie keer achtereenvolgens een schot in de roos. De laatste titelsong van De Club van Sinterklaas die hierdoor werd gekenmerkt was Blafpoeder uit het jaar 2003.
Over het algemeen kent de melodie een onheilspellend sfeertje. De brug bestaat simpelweg uit het een aantal keren herhalen van de kreet 'de Club van Sinterklaas!'. Vervolgens volgt nog twee keer het refrein. Hoewel Coole Piet niet aanwezig is, zijn de danspieten wel weer aanwezig in hun kleurvolle en herkenbare kledij tijdens de videoclip. De met de muziek synchroon lopende dansbewegingen en filmstijlen maken het geheel behoorlijk gestroomlijnd. Ook maakt de videoclip handig gebruik van de zoom-techniek, welke eerder gehanteerd werd (maar in mindere mate) tijdens Paniek in de confettifabriek uit het jaar 2006.
De televisieleader is noemenswaardiger dan gewoonlijke introfilmpjes van De Club van Sinterklaas. In de montage wordt voor het eerst alle aspecten van zowel de titelsong als de videoclip optimaal benut, met een extra samengevoegde melodielijn, waardoor er voor het eerst sprake is van een 'echte' leader. De opbouw in de muziek is aanwezig: eerst een couplet, om vervolgens daarna pas een refrein in te zetten. En daarnaast zit er eindelijk een soort van structuur in de beelden, met zelfs een eindigend groepshot waarin alle Clubpieten naast elkaar staan en poseren, om vervolgens af te sluiten met het herkenbare rode en gele logo van De Club van Sinterklaas. De single die in 2008 werd uitgebracht bij het gelijknamige televisieseizoen De grote onbekende van de televisieserie De Club van Sinterklaas weet op 15 november positie zevenenzestig in de Single Top 100 te bereiken, en eindigt op 6 december op positie tweeënzestig. De hoogst bereikte positie is tweeënveertig. De single stond maar korte tijd in de hitlijsten omdat het liedje aan een tijdelijk evenement, het Sinterklaasfeest, gebonden was.

### Tracklisting single
1. "De grote onbekende" - PJ en Danspiet
2. "De club van Sinterklaas" (bonustrack) - Ernst en Bobbie*

* Ook (beperkt) verkrijgbaar als zelfstandige cd-single.